# Jaroslav Sakala
Jaroslav Sakala (Krnov, 14 luglio 1969) è un allenatore di sci nordico ed ex saltatore con gli sci ceco, vincitore di due Coppe del Mondo di volo e varie medaglie olimpiche e iridate. Prima della dissoluzione della Cecoslovacchia (1992) gareggiò per la nazionale cecoslovacca.

## Biografia

### Carriera sciistica
In Coppa del Mondo esordì il 15 gennaio 1989 a Harrachov (15°), ottenne il primo podio il 3 gennaio 1993 a Innsbruck (2°) e la prima vittoria il 30 gennaio 1993 a Tauplitz. Si aggiudicò la Coppa del Mondo di volo nel 1993 e nel 1994.
In carriera prese parte a tre edizioni dei Giochi olimpici invernali, Albertville 1992 (15° nel trampolino normale, 41° nel trampolino lungo, 3° nella gara a squadre), Lillehammer 1994 (13° nel trampolino normale, 7° nel trampolino lungo, 7° nella gara a squadre) e Nagano 1998 (26° nel trampolino normale, 56° nel trampolino lungo, 7° nella gara a squadre), a tre dei Campionati mondiali, vincendo tre medaglie, e a cinque dei Mondiali di volo, vincendo una medaglia.

### Carriera da allenatore
Nel 2008 divenne allenatore capo delle saltatrici ceche, subentrando a Pavel Mikeska.

## Palmarès

### Olimpiadi
- 1 medaglia:
  - 1 bronzo (gara a squadre ad Albertville 1992)

### Mondiali
- 3 medaglie:
  - 2 argenti (trampolino lungo, gara a squadre a Falun 1993)
  - 1 bronzo (trampolino normale a Falun 1993)

### Mondiali di volo
- 1 medaglia:
  - 1 oro (individuale[3] a Planica 1994)

### Coppa del Mondo
- Miglior piazzamento in classifica generale: 2º nel 1993
- Vincitore della Coppa del Mondo di volo nel 1993 e nel 1994
- 10 podi (tutti individuali), oltre a quello conquistato in sede iridata e valido anche ai fini della Coppa del Mondo:
  - 3 vittorie
  - 4 secondi posti
  - 3 terzi posti

#### Coppa del Mondo - vittorie
| Data            | Località | Nazione   | Trampolino  |
| --------------- | -------- | --------- | ----------- |
| 30 gennaio 1993 | Tauplitz | Austria   | Kulm K185   |
| 31 gennaio 1993 | Tauplitz | Austria   | Kulm K185   |
| 16 gennaio 1994 | Liberec  | Rep. Ceca | Ještěd K120 |

#### Torneo dei quattro trampolini
- 1 podio di tappa[3]:
  - 1 secondo posto